# Tomo Sugawara
Tomo Sugawara (født 3. juni 1976) er en tidligere japansk fodboldspiller.
Han har spillet for flere forskellige klubber i sin karriere, herunder Tokyo Verdy og Vissel Kobe.